# Mosdós, Somogy
Mosdós  este un sat în districtul Kaposvár, județul Somogy, Ungaria, având o populație de 983 de locuitori (2011). 

## Demografie
Componența etnică a satului Mosdós
     Maghiari (90,68%)
     Romi (6,41%)
     Români (1,26%)
     Necunoscut (0,29%)
     Alții (1,36%)
Componența confesională a satului Mosdós
     Romano-catolici (65,51%)
     Fără religie (13,63%)
     Reformați (6,31%)
     Necunoscută (13,12%)
     Alte religii (2,75%)
Conform recensământului din 2011, satul Mosdós avea 983 de locuitori. Din punct de vedere etnic, majoritatea locuitorilor (90,68%) erau maghiari, existând și minorități de romi (6,41%) și români (1,26%). Apartenența etnică nu este cunoscută în cazul a 0,29% din locuitori.  Din punct de vedere confesional, majoritatea locuitorilor (65,51%) erau romano-catolici, existând și minorități de persoane fără religie (13,63%) și reformați (6,31%). Pentru 13,12% din locuitori nu este cunoscută apartenența confesională.

## Personalități născute aici
- Mór Lőwy (1854 - 1908), rabin.